# Historia del uniforme del Villarreal Club de Fútbol
La Indumentaria del Villarreal Club de Fútbol es el utilizado por los jugadores del «Submarino Amarillo» tanto en competencias nacionales como internacionales, desde el primer equipo hasta los juveniles, como también la rama Femenina.
La vestimenta titular histórica usada por el club consta de camiseta amarilla, pantalón amarilla y medias amarilla, la cual ha sufrido leves cambios de diseños.
La vestimenta alternativa ha tenido varios colores como diseños, actualmente se compone de camiseta verde, pantalón verde y medias verdes.
|  | 1923 − 1947 | 1947 − 1956 | 1956 − 2004 | 2004 − Actual |

## Local
| 2001/03 | 2003/04 | 2004/05 | 2005/06 | 2006/07 | 2007/08 | 2008/09 |

| 2009/10 | 2010/11 | 2011/12 | 2012/13 | 2013/14 | 2014/15 | 2015/16 |

| 2016/17 | 2017/18 | 2018/19 | 2019/20 | 2020/21 | 2021/22 | 2022/23 |

| 2023/24 | 2024/25 | 2025/26 |

## Visita
| 2001/03 | 2003/04 | 2004/05 | 2005/06 | 2006/07 | 2007/08 | 2008/09 |

| 2009/10 | 2010/11 | 2011/12 | 2012/13 | 2013/15 | 2015/16 | 2016/17 |

| 2017/18 | 2018/19 | 2019/20 | 2020/21 | 2021/22 | 2022/23 | 2023/24 |

| 2024/25 | 2025/26 |

## Alternativa
| 2014/16 | 2016/17 | 2017/18 | 2018/19 | 2019/20 | 2020/21 | 2021/22 |

| 2022/23 | 2023/24 | 2024/25 |

## Patrocinadores
| Período       | Proveedor |
| ------------- | --------- |
| 1987-1988     | Ressy     |
| 1988-1992     | Rasán     |
| 1992-1993     | Lotto     |
| 1993-1994     | Jugui     |
| 1994-1997     | Rasán     |
| 1997-1999     | Luanvi    |
| 1999-2005     | Kelme     |
| 2005-2011     | Puma      |
| 2011-2016     | Xtep      |
| 2016-presente | Joma      |

| Período       | Patrocinador          | Patrocinador adicional |  |
| ------------- | --------------------- | ---------------------- |  |
| 1987-1990     | Cerámicas Villarreal  | Ninguno                |  |
| 1990-1991     | Servilletas Caricias  | Ninguno                |  |
| 1991-1993     | Caja Rural Villarreal | Ninguno                |  |
| 1993          | Mediterráneo          | Ninguno                |  |
| 1994          | Ascer Cerámicas       | Ninguno                |  |
| 1994-1995     | Cerámicas Villarreal  | Ninguno                |  |
| 1995-1998     | Costa Azahar          | Ninguno                |  |
| 1998-2004     | Terra Mítica          |                        |  |
| 2004-2011     | Aeroport Castelló     | Canal Nou (2005-2014)  |  |
| 2013-presente | Pamesa Cerámica       |                        |  |

- Datos: Q130269628